# Guerra de Jugurta
La guerra de Jugurta fou un conflicte menor lliurat per la república de Roma contra el Regne de Numídia. La guerra fou narrada per Sal·lusti i, per tant, es coneixen força detalls i per això té un paper més destacat a la història del que correspondria per la seva importància política i militar. Encara que alguns fets van presentar a Jugurta com més poderós del que realment era, la seva capacitat ofensiva quan s'enfrontà a autèntics exèrcits romans fou molt limitada. En general cal considerar el conflicte com un pas més en l'expansionisme romà que en aquesta època establia regnets «clients». Jugurta esdevingué modernament un heroi pels amazics, però en realitat sembla va treballar més per ell mateix que pel seu poble.

## Antecedents
El 213 aC Gayya es va aliar a Cartago durant la Segona Guerra Púnica i va declarar la guerra al rei Sifax dels massesils, aliats de la República de Roma. Sifax fou derrotat i es va refugiar a Mauritània i Massinissa va ocupar els seus dominis, i després va canviar de bàndol, aliant-se amb els romans. A la mort de Micipsa a punt de morir va repartir el regne entre els seus dos fills Adhèrbal i Hiempsal i amb el nebot Jugurta per regnar en conjunt (118 aC). Això va provocar conflictes entre els tres reis, especialment motivats per l'ambiciós Jugurta, que tractava d'unificar els territoris, matant Hiempsal I en 112 aC i envaint el regne del seu cosí.
Adhèrbal fou assetjat a Cirta; després de dos ambaixades romanes que no van poder posar fi al conflicte, la ciutat es va rendir sota condició de respectar les vides dels assetjats, però Jugurta no va complir la promesa i el 112 aC els va matar a tots incloent a Adhèrbal.
El suborns de Jugurta li van garantir un cert suport a la república de Roma, i haguera triomfat de no ser pel tribú Gai Memmi que va imposar la declaració de guerra. El cònsol Luci Calpurni Bèstia fou enviat a Àfrica. Jugurta va tractar de subornar al cònsol i al seu lloctinent Marc Emili Escaure, i sembla que ho va aconseguir el 111 aC, negociant una pau prou favorable, amb un pretesa submissió, el lliurament de 30 elefants i una petita quantitat de diners. Aquest tractat va indignar altre cop a Roma, i Gai Memmi va fer aprovar l'enviament del pretor Luci Cassi, un home molt íntegre. Jugurta fou convidat a anar a Roma a donar explicacions; ho va fer sota salva conducte que fou escrupolosament respectat, encara que no va poder parlar davant el senat, ja que alguns nobles ho van impedir. Jugurta va romandre a Roma un cert temps negociant acords diversos de tipus personal i segurament hauria acabat imposant els seus punts de vista si no hagués gosat matar a Massiva, la influència del qual veia com un perill. Fou impossible justificar o ignorar aquest crim fet als ulls del senat. Bomilcar, l'assassí, fou portat a judici, i Jugurta expulsat d'Itàlia.

## La guerra
El 110 aC va arribar a Numídia per fer la guerra Espuri Postumi Albí, i després el seu germà Aule Postumi Albí que va tenir el comandament en absència del primer, però cap dels dos va donar proves de capacitat. Ambdós van acceptar els suborns de Jugurta, i la guerra suposada es va aturar per unes negociacions de fet inexistents, que s'anaven allargant, fins que ja el temps de les operacions militars va passar.
Aule va prendre el comandament de l'exèrcit i va penetrar en el regne, va assetjar Suthul, i Jugurta va acumular forces i va marxar cap a Suthul. on va oferir negociar amb Aule, que va aixecar el setge i va perseguir Jugurta, però una nit fou encerclat pels numidis, gran part del seu exèrcit fou destruït a la batalla de Suthul i aquest va poder escapar a les muntanyes després de patir nombroses desercions, i Aule va accedir a abandonar el regne i passar sota el jou.
El tractat signat per Aule fou anul·lat pel senat i l'any següent (109 aC) es va encarregar al consol Quint Cecili Metel Numídic de fer la guerra. Jugurta es va adonar que Metel era un bon general i un home íntegre, i llavors va fer passos per una efectiva submissió. Metel va acceptar però en realitat volia guanyar adhesions entre els propers del rei i mentre va continuar avançant en territori enemic. Jugurta el va atacar sobtadament en la seva marxa però fou derrotat severament. Gran part de Numídia fou devastada per Metel, que no obstant fou rebutjat davant Zama Regia i es va retirar als seus quarters d'hivern.
Aquell hivern Jugurta va oferir la submissió completa i l'entrega de tots els seus elefants i pagar una gran suma, però Metel li va exigir que s'havia d'entregar personalment i Jugurta va trencar les negociacions.
El 108 aC Jugurta va eludir la persecució de Metel amb moviments ràpids; es va refugiar a Thala, considerada inexpugnable, però en va haver de fugir, i va passar al territori dels gètuls on va poder aixecar un nou exèrcit amb el qual va entrar a Numídia. Al mateix temps Boccus I va pujar al tron a Mauritània i va aixecar un exercit per auxiliar a Jugurta. Metel, assabentat que havia estat substituir per Gai Mari, va romandre en ofensiva, al mateix temps que negociava amb el rei Boccus.
L'arribada de Mari (107 aC) va renovar el vigor dels romans i van reduir totes les fortaleses del rei númida incloent aquelles on s'havien dipositat els tresors. Jugurta va decidir jugar-se el futur a una sola batalla i amb molt d'esforç i l'ajuda de Boccus va reunir un exèrcit i van atacar a Mari quan es retirava als seus quarters d'hivern; Mari fou agafat per sorpresa però la seva perícia el va fer guanyar la batalla.
Jugurta es va escapar del camp de batalla pràcticament sol. Va poder reunir un cos de cavalleria númida però ja la seva única esperança de reprendre la guerra era Boccus; però aquest fou guanyat a l'aliança romana per Sul·la, llavors questor de Mari, i es va unir a un pla per capturar al rei númida. Cridat a una conferència, Jugurta i una escorta es van reunir amb Boccus i llavors foren envoltats i els seus escortes eliminats i el rei fet presoner i entregat a Sul·la que el va portar davant de Gai Mari. (106 aC). Aquest fou el final de la guerra. El regne fou entregat per Mari a Gauda, excepte la part de l'oest que fou incorporada al Regne de Mauritània.